# Chiesa della Beata Vergine del Carmelo (Ozieri)
La chiesa della Beata Vergine del Carmelo è un luogo di culto situato nell'abitato di Ozieri.

## Storia
La chiesa fu edificata verso il 1630.
Verso la fine del 1960, dopo secoli di abbandono, la chiesa venne recuperata da una comunità di frati carmelitani appena giunti dalla Toscana, subito dopo la chiesa venne elevata al rango di parrocchia.

## Architettura
L'edificio sorge sul colle omonimo a sud-est dell'abitato storico ozierese, proprio sopra la grotta carsica omonima dove, un secolo fa, vennero rinvenuti reperti di epoca neolitica della Cultura di Ozieri, ma anche di epoca romana.
All'epoca dell'edificazione la piccola chiesa mononavata sorgeva in aperta campagna, fu solo verso la fine del XIX secolo che la chiesa venne inglobata dall'espansione dell'abitato, con il rione detto di Bidda Noa (cioè "città nuova").
L'architettura della chiesa è tipicamente manierista, ma caratterizzata da una estrema semplicità: la facciata principale presenta un doppio spiovente sormontato da un piccolo campanile a vela, mentre le facciate laterali presentano accenni di contrafforti.
All'interno la copertura a due falde in legno è interrotta da alcuni archi trasversali a tutto sesto, mentre un arco trionfale precede la zona del presbiterio, rialzata rispetto all'aula.